# Kanton Forcalquier
Der Kanton Forcalquier ist ein französischer Wahlkreis im Département Alpes-de-Haute-Provence in der Region Provence-Alpes-Côte d’Azur. Er umfasst 15 Gemeinden in den Arrondissements Digne-les-Bains und Forcalquier und hat sein bureau centralisateur in Forcalquier.

## Gemeinden
Der Kanton besteht aus 15 Gemeinden mit insgesamt 11.435 Einwohnern (Stand: 1. Januar 2022) auf einer Gesamtfläche von 336,36 km²:
| Gemeinde                 | Einwohner 1. Januar 2022 | Fläche km² | Dichte Einw./km² | Code INSEE | Postleitzahl | Arrondissement  |
| ------------------------ | ------------------------ | ---------- | ---------------- | ---------- | ------------ | --------------- |
| Cruis                    | 646                      | 36,47      | 18               | 04065      | 04230        | Forcalquier     |
| Fontienne                | 131                      | 8,18       | 16               | 04087      | 04230        | Forcalquier     |
| Forcalquier              | 5.142                    | 42,76      | 120              | 04088      | 04300        | Forcalquier     |
| La Brillanne             | 1.114                    | 7,22       | 154              | 04034      | 04700        | Forcalquier     |
| Lardiers                 | 139                      | 30,08      | 5                | 04101      | 04230        | Forcalquier     |
| Limans                   | 387                      | 20,97      | 18               | 04104      | 04300        | Forcalquier     |
| Lurs                     | 373                      | 22,48      | 17               | 04106      | 04700        | Forcalquier     |
| Mallefougasse-Augès      | 325                      | 19,71      | 16               | 04109      | 04230        | Digne-les-Bains |
| Montlaux                 | 211                      | 19,75      | 11               | 04130      | 04230        | Forcalquier     |
| Niozelles                | 278                      | 10,47      | 27               | 04138      | 04300        | Forcalquier     |
| Ongles                   | 359                      | 31,46      | 11               | 04141      | 04230        | Forcalquier     |
| Pierrerue                | 530                      | 10,86      | 49               | 04151      | 04300        | Forcalquier     |
| Revest-Saint-Martin      | 82                       | 7,56       | 11               | 04164      | 04230        | Forcalquier     |
| Saint-Étienne-les-Orgues | 1.297                    | 48,42      | 27               | 04178      | 04230        | Forcalquier     |
| Sigonce                  | 421                      | 19,97      | 21               | 04206      | 04300        | Forcalquier     |
| Kanton Forcalquier       | 11.435                   | 336,36     | 34               | 0406       | –            | –               |

Bis zur Neuordnung gehörten zum Kanton Forcalquier die 10 Gemeinden Dauphin, Forcalquier, Limans, Mane, Niozelles, Pierrerue, Saint-Maime, Saint-Michel-l’Observatoire, Sigonce und Villeneuve. Sein Zuschnitt entsprach einer Fläche von 197,58 km2. Er besaß vor 2015 einen anderen INSEE-Code als heute, nämlich 0410.

## Politik
| Vertreter im Départementsrat | Vertreter im Départementsrat    | Vertreter im Départementsrat |
| Amtszeit                     | Namen                           | Partei                       |
| ---------------------------- | ------------------------------- | ---------------------------- |
| 2004–2015                    | Jacques Echalon                 | DVG                          |
| 2015–                        | Sophie Balasse Khaled Benferhat | PS                           |